# Ніча Летпітаксінчай
Ніча Летпітаксінчай (нар. 14 серпня 1991) — колишня таїландська тенісистка.
Найвищу одиночну позицію світового рейтингу — 280 місце досягла 24 жовтня 2016, парну — 144 місце — 21 квітня 2014 року.
Здобула 2 одиночні та 14 парних титулів туру ITF.

## Фінали серії WTA 125K

### Парний розряд:1 поразка
| Результат | Дата            | Турнір           | Покриття | Партнерка      | Суперниці                 | Рахунок  |
| --------- | --------------- | ---------------- | -------- | -------------- | ------------------------- | -------- |
| Поразка   | 11 вересня 2016 | Dalian Open, КНР | Тверде   | Джессі Ромп'єс | Лі Ясюань Котомі Такахата | 2–6, 1–6 |

## Фінали ITF

### Одиночний розряд: 7 (2–5)
| Легенда         |
| --------------- |
| турніри $50,000 |
| турніри $25,000 |
| турніри $15,000 |
| турніри $10,000 |

| Фінали за покриттям |
| ------------------- |
| Тверде (2–5)        |
| Ґрунт (0–0)         |
| Трава (0–0)         |
| Килим (0–0)         |

| Результат | Ранг | Дата             | Турнір                  | Покриття   | Суперниця        | Рахунок             |
| --------- | ---- | ---------------- | ----------------------- | ---------- | ---------------- | ------------------- |
| Поразка   | 1.   | 3 липня 2010     | ITF Нонтхабурі, Таїланд | Тверде     | Джессі Ромп'єс   | 2–6, 5–7            |
| Перемога  | 2.   | 11 грудня 2010   | ITF Бенгалуру, Індія    | Тверде     | Куміко Їдзіма    | 6–4, 6–3            |
| Поразка   | 2.   | 2 квітня 2011    | ITF Нью-Делі, Індія     | Тверде     | Селін Каттанео   | 1–6, 4–6            |
| Поразка   | 3.   | 17 грудня 2011   | ITF Пуне, Індія         | Тверде     | Лу Цзяцзін       | 3–6, 2–6            |
| Поразка   | 4.   | 9 листопада 2013 | ITF Пхукет, Таїланд     | Тверде (i) | Чжан Лін         | 2–6, 6–7(7)         |
| Перемога  | 2.   | 23 травня 2015   | ITF Бангкок, Таїланд    | Тверде     | Пеангтарн Пліпич | 7–6(4), 6–2         |
| Поразка   | 5.   | 2 жовтня 2016    | ITF Hua Hin, Таїланд    | Тверде     | Аранча Рус       | 6–3, 6–7(4), 6–7(3) |

### Парний розряд: 25 (15–10)
| Легенда         |
| --------------- |
| турніри $50,000 |
| турніри $25,000 |
| турніри $15,000 |
| турніри $10,000 |

| Фінали за покриттям |
| ------------------- |
| Тверде (13–8)       |
| Ґрунт (0–0)         |
| Трава (1–1)         |
| Килим (0–1)         |

| Результат | Ранг | Дата              | Турнір                        | Покриття   | Партнерка          | Суперниці                             | Рахунок                 |
| --------- | ---- | ----------------- | ----------------------------- | ---------- | ------------------ | ------------------------------------- | ----------------------- |
| Перемога  | 1.   | 2 жовтня 2011     | ITF Джакарта, Індонезія       | Тверде     | Нунгнадда Ваннасук | Као Шао-юань Чжао Їцзін               | 6–4, 6–4                |
| Поразка   | 1.   | 24 червня 2012    | ITF Коян, Південна Корея      | Тверде     | Пеангтарн Пліпич   | Лю Ваньтін Сунь Шеннань               | 7–6(1), 3–6, [7–10]     |
| Перемога  | 2.   | 21 липня 2012     | ITF Вокінг, Велика Британія   | Тверде     | Пеангтарн Пліпич   | Івонне Кавальє Реймерс Нікола Слейтер | 6–2, 7–5                |
| Поразка   | 2.   | 19 серпня 2012    | ITF Стамбул, Туреччина        | Тверде     | Пеангтарн Пліпич   | Еріка Такао Ремі Тедзука              | 6–2, 6–7(1), [3–10]     |
| Поразка   | 3.   | 9 вересня 2012    | ITF Рокгемптон, Австралія     | Тверде     | Пеангтарн Пліпич   | Аю Фані Дамаянті Лавінія Тананта      | 7–5, 6–7(2), [8–10]     |
| Поразка   | 4.   | 14 жовтня 2012    | ITF Маргарет-Рівер, Австралія | Тверде     | Пеангтарн Пліпич   | Міябі Іноуе Мінокосі Май              | 7–6(8), 6–7(3), [12–14] |
| Перемога  | 3.   | 23 лютого 2013    | ITF Музаффарнагар, Індія      | Трава      | Пеангтарн Пліпич   | Юстина Єгйолка Вероніка Капшай        | 3–6, 6–4, [10–8]        |
| Перемога  | 4.   | 27 квітня 2013    | ITF Пхукет, Таїланд           | Тверде     | Пеангтарн Пліпич   | Тара Мур Мелані Саут                  | 6–3, 5–7, [11–9]        |
| Перемога  | 5.   | 4 травня 2013     | ITF Пхукет, Таїланд           | Тверде     | Пеангтарн Пліпич   | Фатіма Ан-Набхані Лі Ясюань           | 6–2, 6–4                |
| Перемога  | 6.   | 27 липня 2013     | ITF Lexington, США            | Тверде     | Пеангтарн Пліпич   | Юлія Глушко Шанель Сіммондс           | 7–6(5), 6–3             |
| Поразка   | 5.   | 9 вересня 2013    | ITF Інчхон, Південна Корея    | Тверде     | Пеангтарн Пліпич   | Мікі Міямура Омае Акіко               | 4–6, 7–6, [9–11]        |
| Поразка   | 6.   | 14 жовтня 2013    | ITF Макінохара, Японія        | Трава      | Пеангтарн Пліпич   | Ходзумі Ері Ніномія Макото            | 1–6, 2–6                |
| Перемога  | 7.   | 16 листопада 2013 | ITF Пхукет, Таїланд           | Тверде (i) | Пеангтарн Пліпич   | Лу Цзясян Лу Цзяцзін                  | 3–6, 6–2, [10–8]        |
| Перемога  | 8.   | 2 грудня 2013     | ITF Пуне, Індія               | Тверде     | Пеангтарн Пліпич   | Джоселін Рей Анна Сміт                | 7–5, 7–5                |
| Перемога  | 9.   | 17 лютого 2014    | ITF Нью-Делі, Індія           | Тверде     | Пеангтарн Пліпич   | Еріка Сема Сема Юріка                 | 7–6, 6–3                |
| Перемога  | 10.  | 26 липня 2014     | ITF Пхукет, Таїланд           | Тверде     | Пеангтарн Пліпич   | Хан На Ле Ю Мі                        | 6–3, 6–7, [11–9]        |
| Поразка   | 7.   | 30 серпня 2014    | ITF Цукуба, Японія            | Тверде     | Пеангтарн Пліпич   | Хань Сіньюнь Чжан Кайлінь             | 4–6, 4–6                |
| Перемога  | 11.  | 20 жовтня 2014    | ITF Пхукет, Таїланд           | Тверде (i) | Пеангтарн Пліпич   | Олександра Корашвілі Альона Сотникова | 7–6(0), 2–6, [10–4]     |
| Перемога  | 12.  | 27 жовтня 2014    | ITF Пхукет, Таїланд           | Тверде (i) | Пеангтарн Пліпич   | Камонвам Буаям Лі Бейцзі              | 7–5, 6–3                |
| Поразка   | 8.   | 10 листопада 2014 | ITF Мумбаї, Індія             | Тверде     | Пеангтарн Пліпич   | Лу Цзяцзін Анкіта Райна               | 4–6, 6–1, [9–11]        |
| Поразка   | 9.   | 31 травня 2015    | ITF Балікпапан, Індонезія     | Тверде     | Нудніда Луангам    | Гаррієт Дарт Прартхана Томбаре        | 4–6, 6–4, [16–18]       |
| Перемога  | 13.  | 26 липня 2015     | ITF Евансвілл (Індіана), США  | Тверде     | Пеангтарн Пліпич   | Лорен Геррінґ Кеннеді Шаффер          | 6–2, 6–3                |
| Перемога  | 14.  | 27 травня 2017    | ITF Коян, Південна Корея      | Тверде     | Пеангтарн Пліпич   | Женев'єв Лорберґс Олівія Тьяндрамулія | 7–5, 6–4                |
| Поразка   | 10.  | 13 листопада 2017 | ITF Toyota, Японія            | Килим (i)  | Пеангтарн Пліпич   | Ксенія Ликіна Намігата Дзюнрі         | 6–3, 3–6, [4–10]        |
| Перемога  | 15.  | 14 квітня 2018    | ITF Осака, Японія             | Тверде     | Чхой Чі Хі         | Омае Акіко Пеангтарн Пліпич           | 6–3, 6–4                |